# 董晨
董晨（1967年7月—），男，湖北武汉人，中国免疫学家，曾任清华大学医学院教授、院长。2019年当选为中国科学院院士。现任西湖大学副校长兼医学院院长。

## 生平
1967年生于中国湖北武汉。1989年毕业于武汉大学细胞生物学专业，获学士学位。1996年毕业于美国阿拉巴马大学伯明翰分校细胞及分子生物学专业，获博士学位。归国加入清华大学前，曾任美国德州大学安德森癌症中心终身讲席教授。
2023年11月6日，西湖大学与杭州市卫生健康委员会签订协议，合作共建西湖大学医学院附属杭州市第一人民医院。西湖大学在成立五周年之际成立医学院，董晨任医学院首任院长，同时他也担任西湖大学医学院附属杭州市第一人民医院院长。

## 外部鏈接
- 董晨 - 清华大学-医学院 （页面存档备份，存于）